# Moviment rectilini uniforme

Exemple de trajectòria d'un moviment rectilini.

L'MRU és  moviment és rectilini uniforme. Això significa que quan un «objecte» (per exemple) viatja en una trajectòria recta a una velocitat constant, atès que la seva acceleració és nul·la.
El moviment rectilini uniforme (MRU) o moviment rectilini constant (MRC) és un tipus de moviment en el qual un objecte es desplaça en línia recta amb una velocitat constant. Això significa que l'objecte recorre distàncies iguals en intervals de temps iguals, sense canviar de direcció ni accelerar o desaccelerar. En altres paraules, l'objecte es mou sempre a la mateixa velocitat i en la mateixa direcció, sense variacions.

## Comportament del moviment
Les característiques de l'MRU són les següents:
- Moviment que es realitza sobre una línia recta.
- Velocitat constant; implica magnitud i direcció constants.